# Лифатов, Алексей Петрович
Алексей Петрович Лифатов (1907—1993) — советский государственный и политический деятель, почётный гражданин Комсомольска-на-Амуре. Действительный член Академии строительства и архитектуры СССР (1957).

## Биография
Родился 29 сентября (12 октября) 1907 года. Член ВКП(б) с 1931 года.
Трудовая деятельность:
- 1932—1933 — преподаватель Военно-Инженерной Академии РККА,
- 1933—1947 — в Военно-строительном управлении РККА, первостроитель Комсомольска-на-Амуре, инженер, начальник планово-производственного управления Отдельного строительного корпуса (ОСК)
- 1947—1955 — в Министерстве строительства СССР,
- 1955—1957 — заместитель председателя Государственного комитета СМ СССР по делам строительства,
- 1957—1967 — заместитель председателя Государственной плановой комиссии РСФСР, министр РСФСР (1957—1958),
- 1967—1975 — 1-й заместитель Государственной плановой комиссии РСФСР.

Действительный член Академии строительства и архитектуры СССР (1957).
Избирался депутатом Верховного Совета РСФСР 7-8-9-го созывов.
Почётный гражданин Комсомольска-на-Амуре (1977).